# U-Bahn-Station Pilgramgasse
Die Station Pilgramgasse der Wiener U-Bahn-Linie U4 befindet sich im 5. Wiener Gemeindebezirk Margareten. Namensgeber ist die 1862 nach dem Landschaftsbaumeister Franz Anton Pilgram (1699–1761) benannte Straße im 5. Bezirk. Die in offener Tieflage ausgeführte Station erstreckt sich im Einschnitt parallel zum Wienfluss zwischen Ramperstorffergasse und Pilgramgasse.

## Anlage der Station
Die U4-Station befindet sich im Einschnitt parallel zur Wien. Am nordseitigen Ende der Bahnsteige befindet sich ein Zugang über ein nach den Entwürfen von Otto Wagner erbautes Stationsgebäude, am südseitigen Ende befindet sich ein modernes Stationsbauwerk, das wegen der Errichtung der U2-Station zurzeit gesperrt ist.
Es besteht die Möglichkeit, zu den Autobuslinien 12A in Richtung Possingergasse bzw. Eichenstraße, 13A in Richtung Hauptbahnhof bzw. Skodagasse und 14A in Richtung Neubaugasse bzw. Reumannplatz  umzusteigen. Neben dem Stationsgebäude bei der Pilgrambrücke befindet sich ein Terminal des Citybike-Wien-Fahrradverleihsystems.
2017 wurde die Grünfläche hinter der Station Rosa-Janku-Park benannt (nach einer Widerstandskämpferin, 1882–1944).

## Geschichte
Errichtet wurde die Station für die Untere Wientallinie der Wiener Dampfstadtbahn. In deren frühen Planungen trug sie teilweise noch die Bezeichnung Pilgrambrücke, bevor sie letztlich den bis heute gebräuchlichen Namen bekam. Die Station wurde von der Commission für Verkehrsanlagen in Wien erbaut, im November 1897 baulich fertiggestellt und am 30. Juli 1899 ihrer Bestimmung übergeben. Wie nahezu das gesamte System der Stadtbahn wurde auch die Station Pilgramgasse am 8. Dezember 1918 geschlossen und am 7. September 1925 als Teil der Wiener Elektrischen Stadtbahn wiedereröffnet. Bis in die 1970er Jahre wurde die Station von der Linie WD (Wiental–Donaukanal) bedient. Dann erfolgte der Umbau für den U-Bahnbetrieb, der am 27. Oktober 1980 aufgenommen wurde. Die Station verfügt über zwei Seitenbahnsteige. Einer der beiden Ausgänge führt per fester Stiege in ein restauriertes Aufnahmegebäude im Otto-Wagner-Stil. Der barrierefreie Zugang per Aufzug ist nur über den stadtauswärts gelegenen Ausgang Ramperstorffergasse möglich. Dieser Ausgang und das dazugehörige Aufnahmegebäude wurden im Rahmen des Aufzugseinbauprogramms der Wiener Linien 1996 neu geschaffen, da ein Aufzugseinbau in das denkmalgeschützte (Listeneintrag) Otto-Wagner-Stationsgebäude nicht möglich war. Die Inbetriebnahme der Aufzüge erfolgte am 8. November 1996.
Die U-Bahn-Station wurde im Rahmen des Projekts NEU4 im Jahr 2019 umfassend saniert. Im Zuge der Sanierung wurden bereits Vorarbeiten für die neue U2-Station Pilgramgasse vorgenommen. Die Station war wegen der Bauarbeiten vom 3. Februar 2019 bis zum 30. Jänner 2020 gesperrt. Auch nach Aufhebung der Sperre wird wegen der noch Jahre andauernden Bauarbeiten die U-Bahn-Station nicht per Aufzug erreichbar sein.

Die Station zu Zeiten der Dampfstadtbahn, der Zug aus Stadtbahnwagen und einer Lokomotive der Reihe 30 fährt stadtauswärts nach Purkersdorf
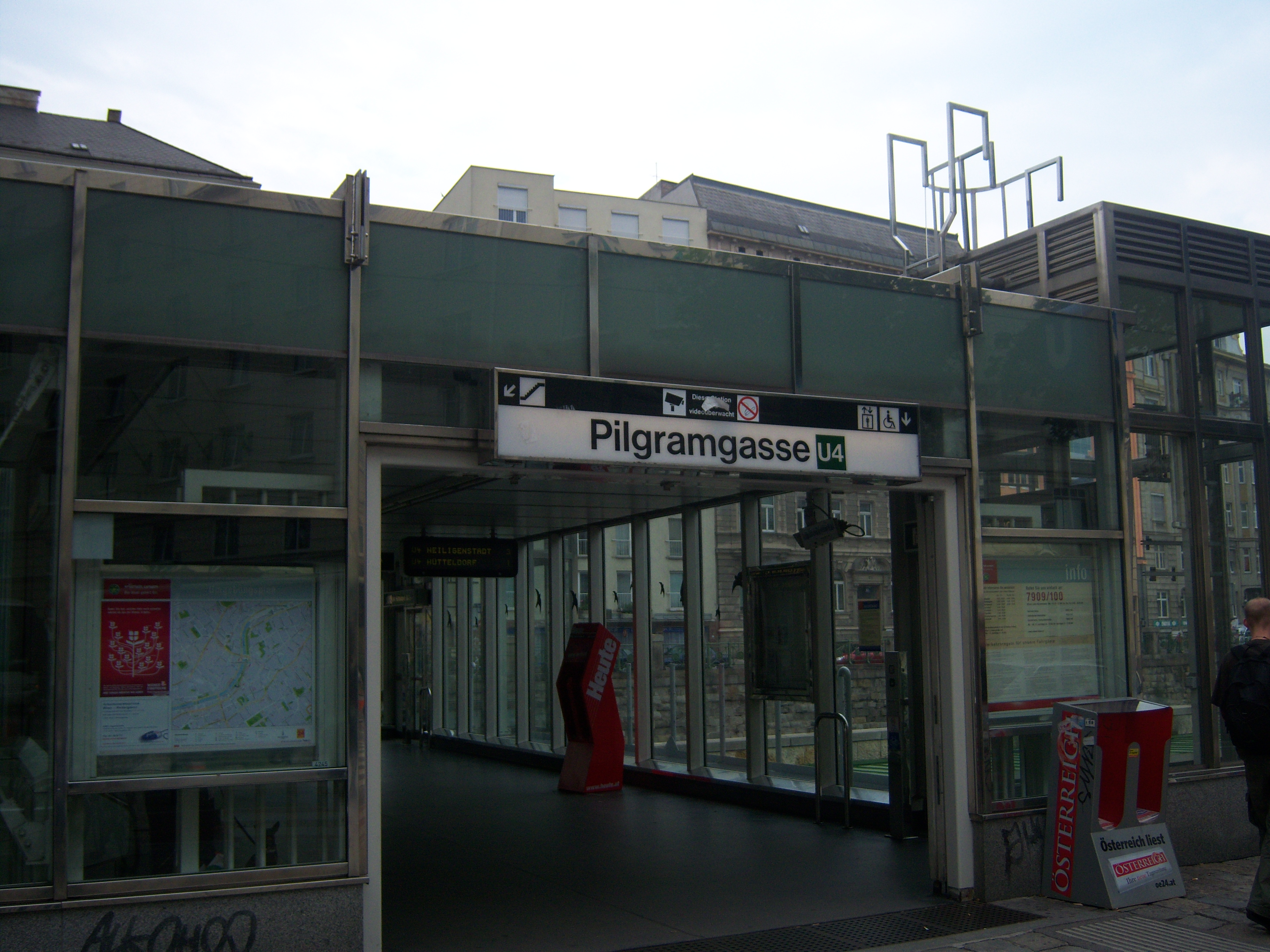
Zugang stadtauswärts
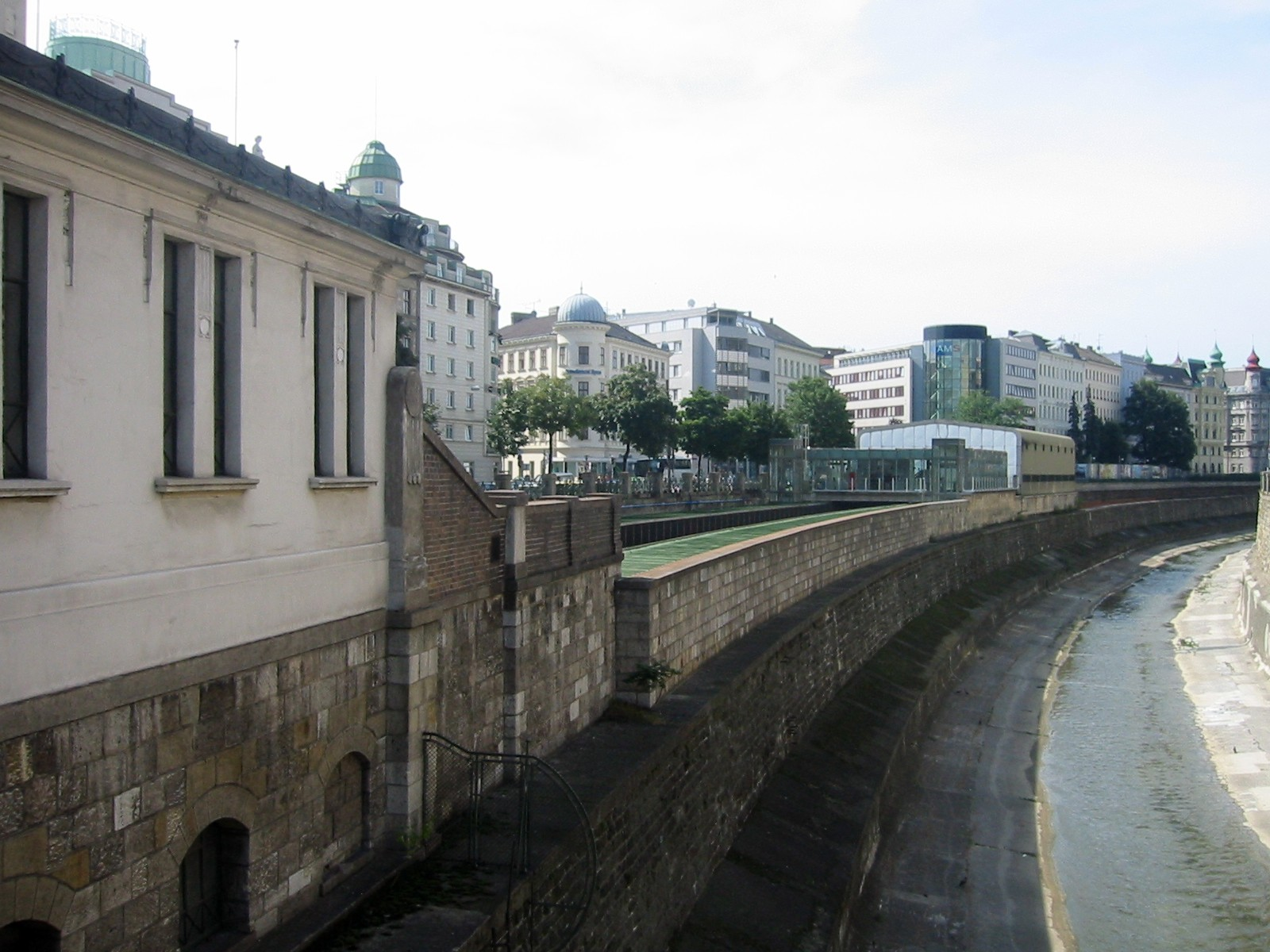
Die an den Wienfluss angrenzende Station macht wie dieser einen leichten Bogen
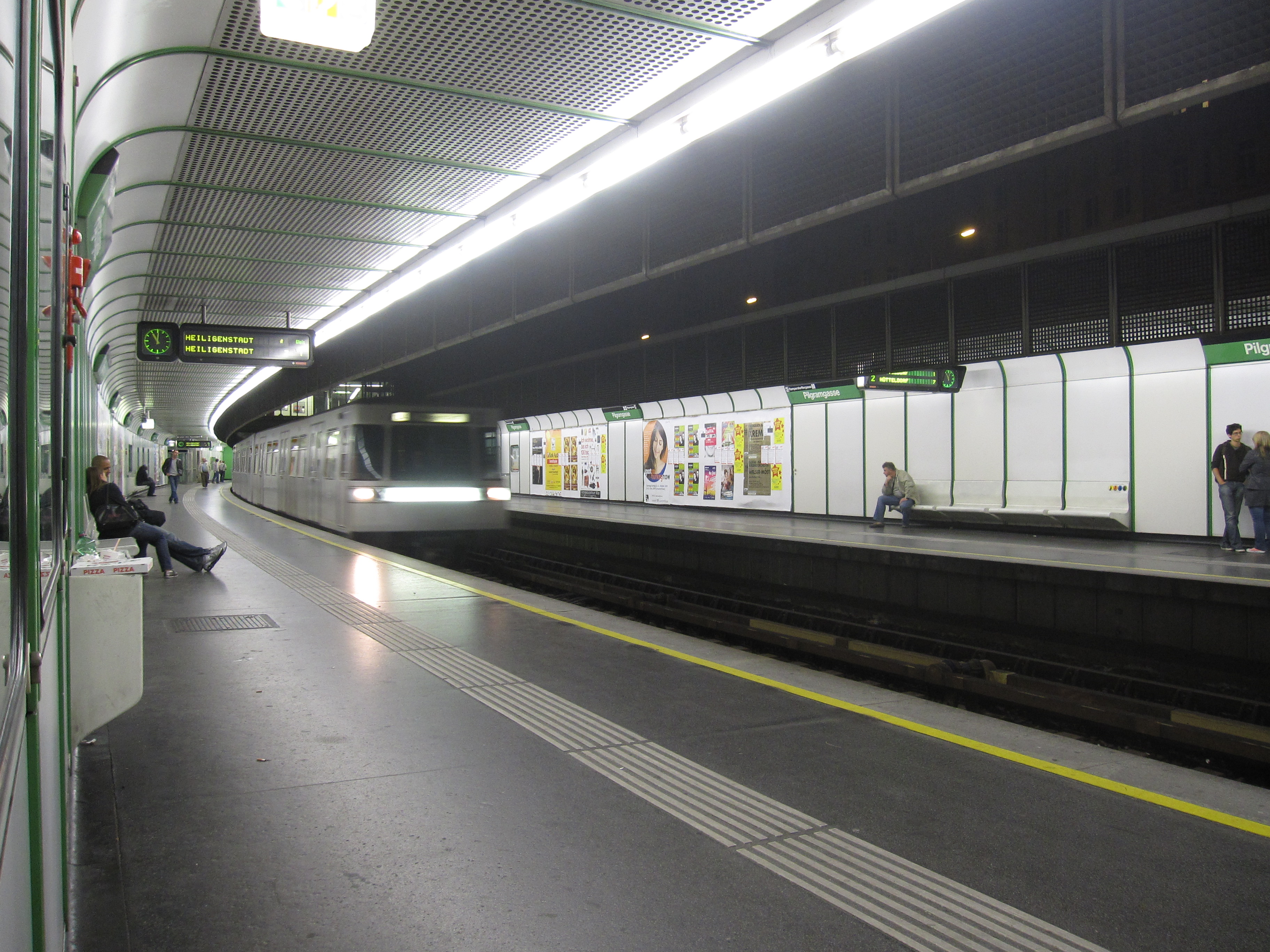
Bahnsteige mit einfahrendem Zug Richtung Heiligenstadt

## Ausbauprojekt „Linienkreuz U2/U5“

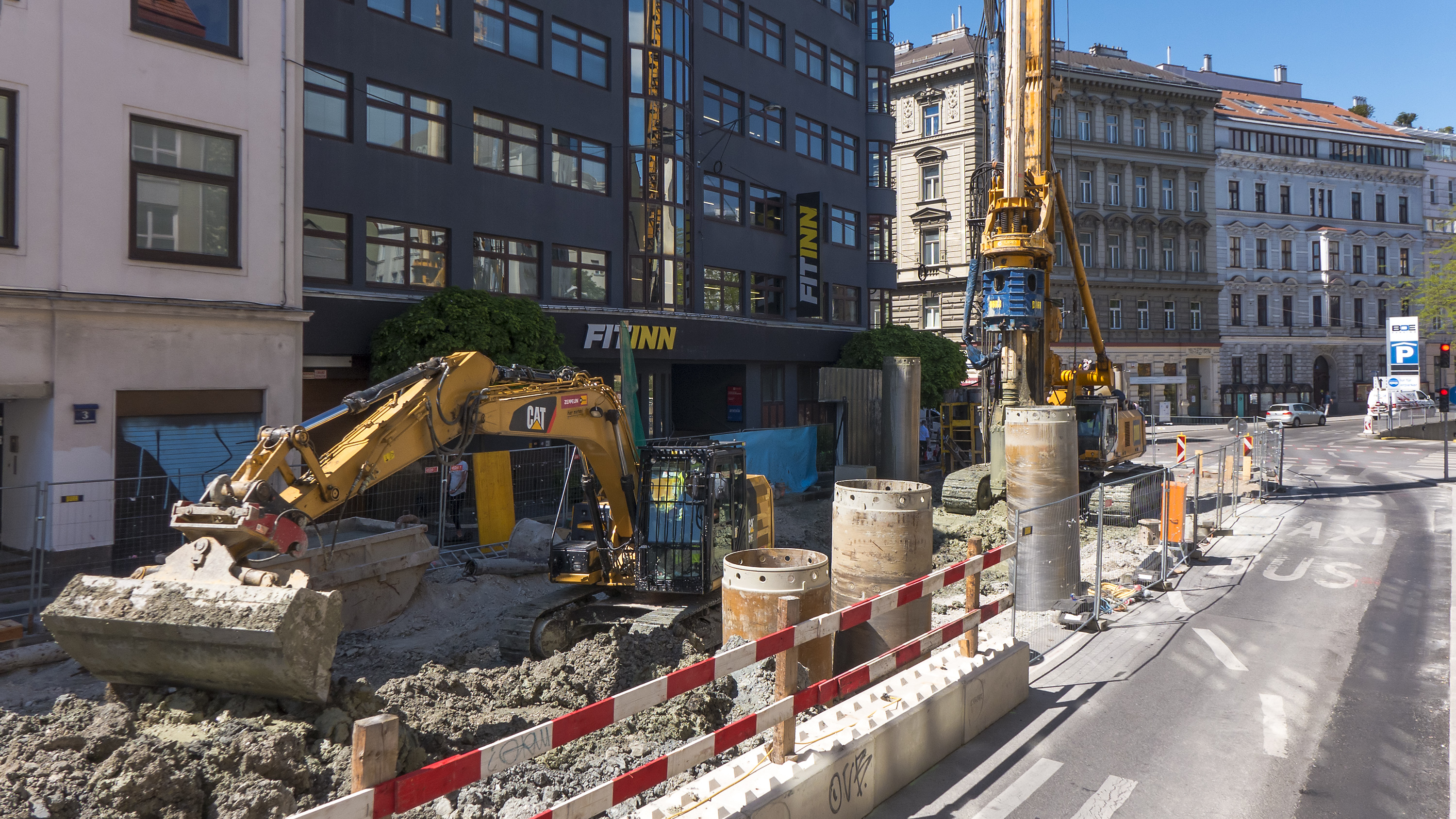
Baustelle der U2-Station Pilgramgasse (Hofmühlgasse, Mai 2021)

Bis 2030 wird hier im Zuge des Ausbauprojekts Linienkreuz U2/U5 eine Station der U2 entstehen. Die Bahnsteige entstehen in einer Tiefe von 30 Metern, wobei sie unterhalb der Bahnsteige der U4 und dem Wienfluss liegen. Das denkmalgeschützte Otto-Wagner-Stationsgebäude bleibt unverändert bestehen und ist weiterhin nur mit den Bahnsteigen der U4 unmittelbar verbunden. Unmittelbar neben diesem Stationsgebäude entstehen Aufzüge, mit denen die U2 erreicht werden kann. Der südliche Zugang wird umfassend umgebaut und Zugänge zu beiden Linien bieten. Weitere Zugänge zur U2 werden außerdem im 6. Bezirk Mariahilf in der Hofmühlgasse errichtet werden, hierfür musste ein Wohnhaus abgerissen werden.
Die Nachbarstationen im Verlauf der U2 werden die U-Bahn-Station Neubaugasse und die U-Bahn-Station Reinprechtsdorfer Straße sein.